# 法式氣門嘴

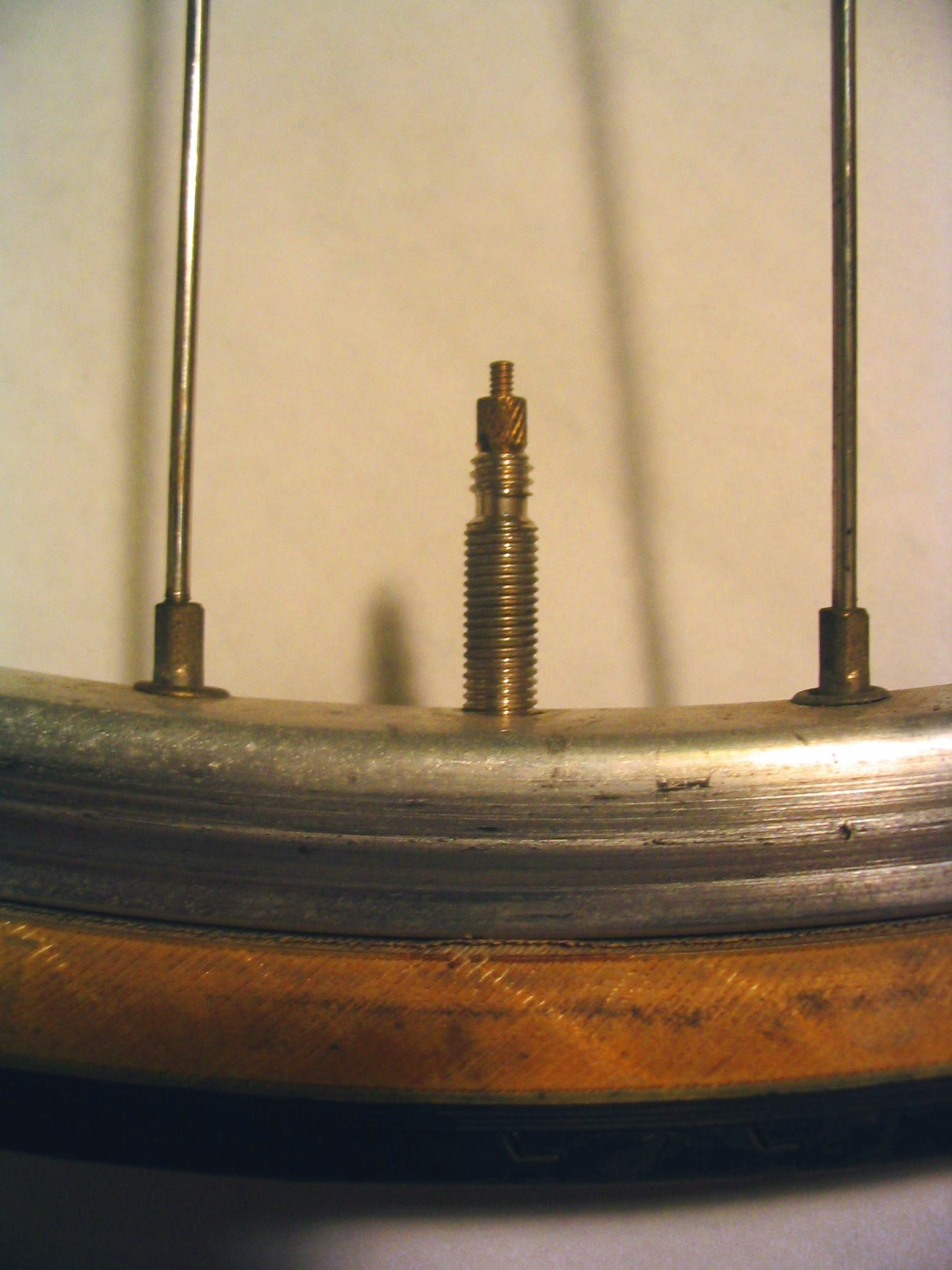
自行車胎上的法式氣門嘴

法式氣門嘴（英語：Presta valve、Sclaverand valve或French valve）通常簡稱為法式嘴，大多使用於公路自行車上。這種型式的氣門嘴由具有外螺紋的銅管本體、屏住的氣閥螺絲、氣門嘴蓋與一塊將氣門嘴固定在輪輞上的螺母等零組件組成。
法式嘴的最大特徵跟美式嘴剛好相反，其氣芯無法拆除。但某些法式嘴的氣芯卻可以，其目的是為了注入內胎修補劑，不過這種罕見的法式嘴數量相當稀少。為了不同的應用情況，銅管本體的長度會變化；其6mm的孔徑也比美式嘴小（美式嘴的本體孔徑為8mm）。由於法式嘴的底部與輪輞之間以螺母固定，有助於強化幅寬較窄的自行車輪輞，因為該種輪輞最脆弱的地方往往就在氣門嘴孔。
法式嘴的另一個優點是重量輕，且洩氣時可微調其速度，並精準地控制氣壓。充氣之前必須先鬆開頂端的氣閥螺絲，才能打氣進去。法式嘴的打氣筒與美式嘴不同，不過法式嘴前端可鎖上轉接頭，便能使用美式嘴的打氣筒。

## 外部連結
- 自行車氣門嘴大檢閱